# Jon Martín
Jon Martín Vicente (San Sebastián, 23 april 2006) is een Spaans voetballer die doorgaans speelt als centrale verdediger. In mei 2024 debuteerde hij voor Real Sociedad.

## Clubcarrière
Martín speelde vanaf zijn twaalfde levensjaar in de opleiding van Real Sociedad, afgezien van een verhuurperiode bij SD Beasain. Hier tekende hij in april 2024 een contract tot medio 2030. Een maand later maakte hij zijn debuut in het eerste elftal, tijdens de een-na-laatste speelronde van het seizoen 2023/24, op 19 mei 2024. Op die dag werd door doelpunten van Brais Méndez en Mikel Merino met 0–2 gewonnen van Real Betis. Martín mocht van coach Imanol Alguacil invallen voor Kieran Tierney. Tijdens de jaargang 2024/25 kwam de centrumverdediger tot zeventien officiële optredens.

## Clubstatistieken
| Seizoen | Club          | Competitie       | Competitie | Competitie | Beker | Beker | Internationaal | Internationaal | Totaal | Totaal |
| Seizoen | Club          | Competitie       | Wed.       | Dlp.       | Wed.  | Dlp.  | Wed.           | Dlp.           | Wed.   | Dlp.   |
| ------- | ------------- | ---------------- | ---------- | ---------- | ----- | ----- | -------------- | -------------- | ------ | ------ |
| 2023/24 | Real Sociedad | Primera División | 1          | 0          | 0     | 0     | —              | —              | 1      | 0      |
| 2024/25 | Real Sociedad | Primera División | 13         | 0          | 1     | 0     | 3              | 0              | 17     | 0      |
| Totaal  | Totaal        | Totaal           | 14         | 0          | 1     | 0     | 3              | 0              | 18     | 0      |

Bijgewerkt op 18 juni 2025.